# Ivana Kobilca
Ivana Kobilca (Lubiana, 20 dicembre 1861 – Lubiana, 4 dicembre 1926) è stata una pittrice slovena.

## Biografia
Ivana Kobilca visse, lavorò e studiò nelle maggiori città europee di fine ottocento, tra queste Vienna, Sarajevo, Berlino, Parigi e Monaco di Baviera.
Fu una delle maggiori interpreti del realismo in Slovenia.